# Indian Premier League 2011
Die Indian Premier League 2011 war die vierte Saison des im Twenty20-Format ausgetragenen Wettbewerbes für indische Cricket-Teams und fand zwischen dem 8. April und 28. Mai 2011 statt. Erstmals wurde die Saison mit zehn Teams ausgetragen, nachdem zwei neue Mannschaften in Kochi und Pune gegründet wurden. Gewinner der Meisterschaft waren die Chennai Super Kings, die im Finale die Royal Challengers Bangalore mit 58 Runs besiegten. Neben den beiden Finalisten haben sich auch die Mumbai Indians für die Champions League Twenty20 2011 qualifiziert.

## Teilnehmer
Die zehn teilnehmenden Franchises aus Indien sind:
- Chennai Super Kings
- Deccan Chargers
- Delhi Daredevils
- Kochi Tuskers Kerala
- Kolkata Knight Riders
- Kings XI Punjab
- Mumbai Indians
- Rajasthan Royals
- Royal Challengers Bangalore
- Pune Warriors India

## Austragungsorte
| Stadt       | Stadion                                      | Kapazität | Heimmannschaft              |
| ----------- | -------------------------------------------- | --------- | --------------------------- |
| Bangalore   | M. Chinnaswamy Stadium                       | 45.000    | Royal Challengers Bangalore |
| Chennai     | M. A. Chidambaram Stadium                    | 50.000    | Chennai Super Kings         |
| Delhi       | Feroz Shah Kotla Ground                      | 48.000    | Delhi Daredevils            |
| Dharamsala  | HPCA Stadium                                 | 23.000    | Kings XI Punjab             |
| Hyderabad   | Rajiv Gandhi International Cricket Stadium   | 40.000    | Deccan Chargers             |
| Indore      | Holkar Cricket Stadium                       | 30.000    | Kochi Tuskers Kerala        |
| Jaipur      | Sawai Mansingh Stadium                       | 30.000    | Rajasthan Royals            |
| Kochi       | Jawaharlal Nehru Stadium                     | 60.000    | Kochi Tuskers Kerala        |
| Kolkata     | Eden Gardens                                 | 65.000    | Kolkata Knight Riders       |
| Mohali      | Punjab Cricket Association IS Bindra Stadium | 30.000    | Kings XI Punjab             |
| Mumbai      | Wankhede Stadium                             | 33.000    | Mumbai Indians              |
| Navi Mumbai | DY Patil Stadium                             | 55.000    | Pune Warriors               |

## Format
Das Turnier unterteilt sich in zwei Phasen. Da das Format Jeder-gegen-Jeden in der Vorrunde zu viele Spiele bedeutet hätte, wurden die Teams in zwei Untergruppen aufgeteilt, die Wertung erfolgt jedoch, als wenn alle in einer Gruppe spielen würden. In der Gruppenphase wurden die Mannschaften in zwei Untergruppen zu je fünf Teams aufgeteilt. Dabei spielt jedes Team gegen die Mannschaften der eigenen Gruppe je ein Heim- und Auswärtsspiel, gegen vier Mannschaften der anderen Gruppe jeweils nur ein Spiel und gegen das verbliebene Team ebenfalls ein Heim- und Auswärtsspiel. So kommt jedes Team auf 14 Vorrundenspiele. Dabei gibt es für einen Sieg zwei, für eine Niederlage keine Punkte. Sollte kein Resultat festgestellt werden können, bekommen beide Teams jeweils einen Punkt. Bei einem Unentschieden nach der regulären Zahl der Over wird zur Entscheidung ein Super Over durchgeführt. Auch die Playoffs am Ende des Turniers wurden modifiziert, sie werden nun im Page-Playoff-System ausgetragen. Dabei treten in einer ersten Runde der Vorrundenerste gegen den -zweiten und der Vorrundendritte gegen den -vierten an. Der Sieger des ersten Spieles ist fürs Finale direkt qualifiziert. Der Verlierer tritt gegen den Sieger des zweiten Spieles an, dessen Sieger sich wiederum für das Finale qualifiziert. Für die Champions League Twenty20 2011 qualifizieren sich die beiden Vorrundenersten sowie der Sieger des zweiten Spieles der ersten Playoff-Runde zwischen dem Gruppendritten- und vierten.

## Resultate
Die ersten vier nach der Vorrunde qualifizieren sich für die Playoffs.

### Tabelle
| Team (Stand: 22. Mai 2011)  | Sp. | Gr. | S | N | NR | P  | NRR    |
| --------------------------- | --- | --- | - | - | -- | -- | ------ |
| Royal Challengers Bangalore | 14  | B   | 9 | 4 | 1  | 19 | +0.326 |
| Chennai Super Kings         | 14  | B   | 9 | 5 | 0  | 18 | +0.443 |
| Mumbai Indians              | 14  | A   | 9 | 5 | 0  | 18 | +0.040 |
| Kolkata Knight Riders       | 14  | B   | 8 | 6 | 0  | 16 | +0.433 |
| Kings XI Punjab             | 14  | A   | 8 | 6 | 0  | 16 | +0.433 |
| Rajasthan Royals            | 14  | B   | 6 | 7 | 1  | 13 | −0.691 |
| Deccan Chargers             | 14  | A   | 6 | 8 | 0  | 12 | +0.222 |
| Kochi Tuskers Kerala        | 14  | B   | 6 | 8 | 0  | 12 | −0.214 |
| Pune Warriors               | 14  | A   | 4 | 9 | 1  | 9  | −0.134 |
| Delhi Daredevils            | 14  | A   | 4 | 9 | 1  | 9  | −0.448 |

| Qualifiziert fürs Halbfinale |
| Nicht quali. fürs Halbfinale |
| ---------------------------- |

### Übersicht
|                             | Chennai Super Kings | Deccan Chargers  | Delhi Daredevils    | Kings XI Punjab   | Kochi Tuskers Kerala | Kolkata Knight Riders | Mumbai Indians      | Rajasthan Royals     | Royal Challengers Bangalore | Pune Warriors       |
| Chennai Super Kings         |                     | Chennai 19 Runs  | Chennai 18 Runs     |                   | Chennai 11 Runs      | Chennai 2 Runs        |                     | Chennai 8 Wickets    | Chennai 21 Runs             | Chennai 25 Runs     |
| Deccan Chargers             |                     |                  | Delhi 4 Wickets     | Punjab 8 Wickets  |                      | Kolkata 20 Runs       | Mumbai 37 Runs      | Rajasthan 8 Wickets  | Deccan 33 Runs              | Pune 6 Wickets      |
| Delhi Daredevils            |                     | Deccan 16 Runs   |                     | Delhi 29 Runs     | Kochi 7 Wickets      | Kolkata 17 Runs       | Mumbai 8 Wickets    |                      | Bangalore 3 Wickets         | No result           |
| Kings XI Punjab             | Punjab 6 Wickets    | Deccan 82 Runs   | Punjab 29 Runs      |                   |                      |                       | Punjab 76 Runs      | Punjab 48 Runs       | Punjab 111 Runs             | Pune 5 Wickets      |
| Kochi Tuskers Kerala        | Kochi 7 Wickets     | Deccan 55 Runs   | Delhi 38 Runs       | Punjab 6 Wickets  |                      | Kochi 17 Runs         |                     | Kochi 8 Wickets      | Bangalore 6 Wickets         |                     |
| Kolkata Knight Riders       | Kolkata 10 Runs     | Kolkata 9 Runs   |                     | Kolkata 8 Wickets | Kochi 6 Runs         |                       | Mumbai 5 Wickets    | Kolkata 8 Wickets    | Bangalore 9 Wickets         |                     |
| Mumbai Indians              | Mumbai 8 Runs       | Deccan 10 Runs   | Mumbai 32 Runs      | Mumbai 23 Runs    | Kochi 8 Wickets      |                       |                     | Rajasthan 10 Wickets |                             | Mumbai 7 Wickets    |
| Rajasthan Royals            | Chennai 63 Runs     |                  | Rajasthan 6 Wickets |                   | Rajasthan 8 Wickets  | Kolkata 9 Wickets     | Rajasthan 7 Wickets |                      | Bangalore 9 Wickets         | Rajasthan 6 Wickets |
| Royal Challengers Bangalore | Bangalore 8 Wickets |                  |                     | Bangalore 85 Runs | Bangalore 9 Wickets  | Bangalore 4 Wickets   | Mumbai 9 Wickets    | No result            |                             | Bangalore 26 Runs   |
| Pune Warriors               | Chennai 8 Wickets   | Deccan 6 Wickets | Delhi 3 Wickets     | Pune 7 Wickets    | Pune 4 Wickets       | Kolkata 7 Wickets     | Mumbai 21 Runs      |                      |                             |                     |
| --------------------------- | ------------------- | ---------------- | ------------------- | ----------------- | -------------------- | --------------------- | ------------------- | -------------------- | --------------------------- | ------------------- |

| Heimsieg | Auswärtssieg | Ohne Wertung |
| -------- | ------------ | ------------ |

## Spiele

### Gruppenphase
| 8. April Scorecard | Chennai | Chennai Super Kings 153-4 (20)          | – | Kolkata Knight Riders 151-7 (20) |
|                    |         | Chennai Super Kings gewinnen mit 2 Runs |   |                                  |

| 9. April Scorecard | Hyderabad | Deccan Chargers 137-8 (20)             | – | Rajasthan Royals 141-2 (18.5) |
|                    |           | Rajasthan Royals gewinnt mit 8 Wickets |   |                               |

| 9. April Scorecard | Kochi | Kochi Tuskers Kerala 161-5 (20)                   | – | R. Challengers Bangalore 162-4 (18.4) |
|                    |       | Royal Challengers Bangalore gewinnt mit 6 Wickets |   |                                       |

| 10. April Scorecard | Delhi | Delhi Daredevils 95 (17.4)           | – | Mumbai Indians 99-2 (16.5) |
|                     |       | Mumbai Indians gewinnt mit 8 Wickets |   |                            |

| 10. April Scorecard | Mumbai | Kings XI Punjab 112-8 (20)          | – | Pune Warriors 113-3 (13.1) |
|                     |        | Pune Warriors gewinnt mit 7 Wickets |   |                            |

| 11. April Scorecard | Kolkata | Kolkata Knight Riders 163-4 (20)         | – | Deccan Chargers 154-8 (20) |
|                     |         | Kolkata Knight Riders gewinnt mit 9 Runs |   |                            |

| 12. April Scorecard | Jaipur | Delhi Daredevils 151-6 (20)            | – | Rajasthan Royals 152-4 (18.3) |
|                     |        | Rajasthan Royals gewinnt mit 6 Wickets |   |                               |

| 12. April Scorecard | Bangalore | R. Challengers Bangalore 140-4 (20)               | – | Mumbai Indians 143-1 (18.3) |
|                     |           | Royal Challengers Bangalore gewinnt mit 9 Wickets |   |                             |

| 13. April Scorecard | Mohali | Chennai Super Kings 188-4 (20)        | – | Kings XI Punjab 193-4 (19.1) |
|                     |        | Kings XI Punjab gewinnt mit 6 Wickets |   |                              |

| 13. April Scorecard | Navi Mumbai | Kochi Tuskers Kerala 148-8 (20)     | – | Pune Warriors 151-6 (18.5) |
|                     |             | Pune Warriors gewinnt mit 4 Wickets |   |                            |

| 14. April Scorecard | Hyderabad | Deccan Chargers 175-5 (20)          | – | R. Challengers Bangalore 142-9 (20) |
|                     |           | Deccan Chargers gewinnt mit 33 Runs |   |                                     |

| 15. April Scorecard | Jaipur | Rajasthan Royals 159-4 (20)            | – | Kolkata Knight Riders 160-1 (18.3) |
|                     |        | Rajasthan Royals gewinnt mit 9 Wickets |   |                                    |

| 15. April Scorecard | Mumbai | Mumbai Indians 182-2 (20)                  | – | Kochi Tuskers Kerala 184-2 (19) |
|                     |        | Kochi Tuskers Kerala gewinnt mit 8 Wickets |   |                                 |

| 16. April Scorecard | Chennai | Chennai Super Kings 183-5 (20)          | – | R. Challengers Bangalore 162-7 (20) |
|                     |         | Chennai Super Kings gewinnt mit 21 Runs |   |                                     |

| 16. April Scorecard | Hyderabad | Deccan Chargers 165-8 (20)            | – | Kings XI Punjab 166-2 (17.4) |
|                     |           | Kings XI Punjab gewinnt mit 8 Wickets |   |                              |

| 17. April Scorecard | Mumbai | Pune Warriors 187-5 (20)               | – | Delhi Daredevils 190-7 (19.2) |
|                     |        | Delhi Daredevils gewinnt mit 3 Wickets |   |                               |

| 17. April Scorecard | Kolkata | Rajasthan Royals 81 (15.2)                  | – | Kolkata Knight Riders 85-2 (13.5) |
|                     |         | Kolkata Knight Riders gewinnt mit 8 Wickets |   |                                   |

| 18. April Scorecard | Kochi | Chennai Super Kings 131-4 (17/17)                       | – | Kochi Tuskers Kerala 135-3 (15/17) |
|                     |       | Kochi Tuskers Kerala gewinnt mit 7 Wickets (D/L method) |   |                                    |

| 19. April Scorecard | Delhi | Deccan Chargers 168-4 (20)          | – | Delhi Daredevils 152-4 (20) |
|                     |       | Deccan Chargers gewinnt mit 16 Runs |   |                             |

| 19. April Scorecard | Bangalore | R. Challengers Bangalore (H) | – | Rajasthan Royals |
|                     |           | No Result                    |   |                  |

Spiel wurde aufgrund von Regenfällen nicht ausgetragen.
| 20. April Scorecard | Mumbai | Pune Warriors 118 (17.2)             | – | Mumbai Indians 124-3 (20) |
|                     |        | Mumbai Indians gewinnt mit 7 Wickets |   |                           |

| 20. April Scorecard | Kolkata | Kochi Tuskers Kerala 132-7 (20)         | – | Kolkata Knight Riders 126-9 (20) |
|                     |         | Kochi Tuskers Kerala gewinnt mit 6 Runs |   |                                  |

| 21. April Scorecard | Mohali | Kings XI Punjab 195-7 (20)          | – | Rajasthan Royals 147-7 (20) |
|                     |        | Kings XI Punjab gewinnt mit 48 Runs |   |                             |

| 22. April Scorecard | Kolkata | Kolkata Knight Riders 171-5 (20)                  | – | R. Challengers Bangalore 175-1 (18.1) |
|                     |         | Royal Challengers Bangalore gewinnt mit 9 Wickets |   |                                       |

| 22. April Scorecard | Mumbai | Mumbai Indians 164-4 (20)         | – | Chennai Super Kings 156-9 (20) |
|                     |        | Mumbai indians gewinnt mit 8 Runs |   |                                |

| 23. April Scorecard | Delhi | Delhi Daredevils 231-4 (20)          | – | Kings XI Punjab 202-6 (20) |
|                     |       | Delhi Daredevils gewinnt mit 29 Runs |   |                            |

| 24. April Scorecard | Hyderabad | Mumbai indians 172-4 (20)          | – | Deccan Chargers 135-8 (20) |
|                     |           | Mumbai Indians gewinnt mit 37 Runs |   |                            |

| 24. April Scorecard | Jaipur | Kochi Tuskers Kerala 109 (20)          | – | Rajasthan Royals 111-2 (14.1) |
|                     |        | Rajasthan Royals gewinnt mit 8 Wickets |   |                               |

| 25. April Scorecard | Chennai | Chennai Super Kings 142-6 (20)          | – | Pune Warriors 117-9 (20) |
|                     |         | Chennai Super Kings gewinnt mit 25 Runs |   |                          |

| 26. April Scorecard | Delhi | Delhi Daredevils 160-6 (20)                       | – | R. Challengers Bangalore 161-7 (19.3) |
|                     |       | Royal Challengers Bangalore gewinnt mit 3 Wickets |   |                                       |

| 27. April Scorecard | Mumbai | Pune Warriors 141-6 (20)                  | – | Chennai Super Kings 145-2 (19.3) |
|                     |        | Chennai Super Kings gewinnt mit 8 Wickets |   |                                  |

| 27. April Scorecard | Kochi | Deccan Chargers 129-6 (20)          | – | Kochi Tuskers Kerala 74 (16.3) |
|                     |       | Deccan Chargers gewinnt mit 55 Runs |   |                                |

| 28. April Scorecard | Delhi | Kolkata Knight Riders 148-7 (20)          | – | Delhi Daredevils 131-9 (20) |
|                     |       | Kolkata Knight Riders gewinnt mit 17 Runs |   |                             |

| 29. April Scorecard | Jaipur | Mumbai Indians 94-8 (20)               | – | Rajasthan Royals 95-3 (18.1) |
|                     |        | Rajasthan Royals gewinnt mit 7 Wickets |   |                              |

| 29. April Scorecard | Bangalore | R. Challengers Bangalore 181-5 (20)             | – | Pune Warriors 155-5 (20) |
|                     |           | Royal Challengers Bangalore gewinnt mit 26 Runs |   |                          |

| 30. April Scorecard | Kochi | Delhi Daredevils 157-7 (20)         | – | Kochi Tuskers Kerala 119 (18.5) |
|                     |       | Delhi Daredevil gewinnt mit 38 Runs |   |                                 |

| 30. April Scorecard | Kolkata | Kings XI Punjab 119-5 (20)                  | – | Kolkata Knight Riders 120-2 (17.2) |
|                     |         | Kolkata Knight Riders gewinnt mit 8 Wickets |   |                                    |

| 1. Mai Scorecard | Jaipur | Pune Warriors 143-7 (20)               | – | Rajasthan Royals 144-4 (19.3) |
|                  |        | Rajasthan Royals gewinnt mit 6 Wickets |   |                               |

| 1. Mai Scorecard | Chennai | Chennai Super Kings 165-5 (20)          | – | Deccan Chargers 146-8 (20) |
|                  |         | Chennai Super Kings gewinnt mit 19 Runs |   |                            |

| 2. Mai Scorecard | Mumbai | Mumbai Indians 159-5 (20)          | – | Kings XI Punjab 136-8 (20) |
|                  |        | Mumbai Indians gewinnt mit 23 Runs |   |                            |

| 2. Mai Scorecard | Delhi | Delhi Daredevils 140-6 (20)                | – | Kochi Tuskers Kerala 141-3 (15) |
|                  |       | Kochi Tuskers Kerala gewinnt mit 7 Wickets |   |                                 |

| 3. Mai Scorecard | Hyderabad | Kolkata Knight Riders 169-4 (20)          | – | Deccan Chargers 149-6 (20) |
|                  |           | Kolkata Knight Riders gewinnt mit 20 Runs |   |                            |

| 4. Mai Scorecard | Chennai | Rajasthan Royals 147-6 (20)               | – | Chennai Super Kings 149-2 (18.4) |
|                  |         | Chennai Super Kings gewinnt mit 8 Wickets |   |                                  |

| 4. Mai Scorecard | Mumbai | Mumbai Indians 160-7 (20)          | – | Pune Warriors 139-7 (20) |
|                  |        | Mumbai Indians gewinnt mit 21 Runs |   |                          |

| 5. Mai Scorecard | Kochi | Kochi Tuskers Kerala 156-5 (20)          | – | Kolkata Knight Riders 139-7 (20) |
|                  |       | Kochi Tuskers Kerala gewinnt mit 17 Runs |   |                                  |

| 5. Mai Scorecard | Hyderabad | Deccan Chargers 175-5 (20)             | – | Delhi Daredevils 179-6 (19) |
|                  |           | Delhi Daredevils gewinnt mit 4 Wickets |   |                             |

| 6. Mai Scorecard | Bangalore | R. Challengers Bangalore 205-6 (20)             | – | Kings XI Punjab 120-9 (20) |
|                  |           | Royal Challengers Bangalore gewinnt mit 85 Runs |   |                            |

| 7. Mai Scorecard | Kolkata | Chennai Super Kings 114-4 (20)                         | – | Kolkata Knight Riders 61-2 (10/10) |
|                  |         | Kolkata Knight Riders gewinnt mit 10 Runs (D/L method) |   |                                    |

| 7. Mai Scorecard | Mumbai | Mumbai Indians 178-4 (20)          | – | Delhi Daredevils 146 (19.5) |
|                  |        | Mumbai Indians gewinnt mit 32 Runs |   |                             |

| 8. Mai Scorecard | Bangalore | Kochi Tuskers Kerala 125-9 (20)                   | – | R. Challengers Bangalore 128-1 (13.1) |
|                  |           | Royal Challengers Bangalore gewinnt mit 9 Wickets |   |                                       |

| 8. Mai Scorecard | Mohali | Kings XI Punjab 119-8 (20)          | – | Pune Warriors 120-5 (17.1) |
|                  |        | Pune Warriors gewinnt mit 5 Wickets |   |                            |

| 9. Mai Scorecard | Jaipur | Chennai Super Kings 196-3 (20)          | – | Rajasthan Royals 133 (19.3) |
|                  |        | Chennai Super Kings gewinnt mit 63 Runs |   |                             |

| 10. Mai Scorecard | Hyderabad | Deccan Chargers 136-8 (20)          | – | Pune Warriors 137-4 (18.2) |
|                   |           | Pune Warriors gewinnt mit 6 Wickets |   |                            |

| 10. Mai Scorecard | Mohali | Kings XI Punjab 163-8 (20)          | – | Mumbai Indians 87 (12.5) |
|                   |        | Kings XI Punjab gewinnt mit 76 Runs |   |                          |

| 11. Mai Scorecard | Jaipur | Rajasthan Royals 146-6 (20)                       | – | R. Challengers Bangalore 151-1 (17) |
|                   |        | Royal Challengers Bangalore gewinnt mit 9 Wickets |   |                                     |

| 12. Mai Scorecard | Chennai | Chennai Super Kings 176-4 (20)          | – | Delhi Daredevils 158-6 (20) |
|                   |         | Chennai Super Kings gewinnt mit 18 Runs |   |                             |

| 13. Mai Scorecard | Indore | Kochi Tuskers Kerala 178-7 (20)       | – | Kings XI Punjab 181-4 (18.5) |
|                   |        | Kings XI Punjab gewinnt mit 6 Wickets |   |                              |

| 14. Mai Scorecard | Bangalore | Kolkata Knight Riders 89-4 (13/13)                             | – | R. Challengers Bangalore 105-6 (12.3/13) |
|                   |           | Royal Challengers Bangalore gewinnt mit 4 Wickets (D/L method) |   |                                          |

| 14. Mai Scorecard | Mumbai | Deccan Chargers 135-6 (20)          | – | Mumbai Indians 125-8 (20) |
|                   |        | Deccan Chargers gewinnt mit 10 Runs |   |                           |

| 15. Mai Scorecard | Dharamsala | Kings XI Punjab 170-6 (20)          | – | Delhi Daredevils 141-8 (20) |
|                   |            | Kings XI Punjab gewinnt mit 29 Runs |   |                             |

| 15. Mai Scorecard | Indore | Rajasthan Royals 97 (18.3)                 | – | Kochi Tuskers Kerala 98-2 (7.2) |
|                   |        | Kochi Tuskers Kerala gewinnt mit 8 Wickets |   |                                 |

| 16. Mai Scorecard | Navi Mumbai | Pune Warriors 136-9 (20)              | – | Deccan Chargers 138-4 (19.2) |
|                   |             | Deccan Chargers gewinnt mit 6 Wickets |   |                              |

| 17. Mai Scorecard | Dharamsala | Kings XI Punjab 232-2 (20)           | – | R. Challengers Bangalore 121 (17) |
|                   |            | Kings XI Punjab gewinnt mit 111 Runs |   |                                   |

| 18. Mai Scorecard | Chennai | Chennai Super Kings 152-5 (20)          | – | Kochi Tuskers Kerala 141-5 (20) |
|                   |         | Chennai Super Kings gewinnt mit 11 Runs |   |                                 |

| 19. Mai Scorecard | Navi Mumbai | Pune Warriors 118-7 (20)                    | – | Kolkata Knight Riders 119-3 (16.4) |
|                   |             | Kolkata Knight Riders gewinnt mit 7 Wickets |   |                                    |

| 20. Mai Scorecard | Mumbai | Mumbai Indians 133-5 (20)               | – | Rajasthan Royals 134-0 (13.1) |
|                   |        | Rajasthan Royals gewinnt mit 10 Wickets |   |                               |

| 21. Mai Scorecard | Dharamsala | Deccan Chargers 198-2 (20)          | – | Kings XI Punjab 116 (19) |
|                   |            | Deccan Chargers gewinnt mit 82 Runs |   |                          |

| 21. Mai Scorecard | Delhi | Delhi Daredevils 56-3 (10.1) | – | Pune Warriors |
|                   |       | No Result                    |   |               |

Abbruch wegen einsetzendem Regen.
| 22. Mai Scorecard | Bangalore | Chennai Super Kings 128-8 (20)                    | – | R. Challengers Bangalore 129-2 (18) |
|                   |           | Royal Challengers Bangalore gewinnt mit 8 Wickets |   |                                     |

| 22. Mai Scorecard | Kolkata | Kolkata Knight Riders 175-7 (20)     | – | Mumbai Indians 178-5 (20) |
|                   |         | Mumbai Indians gewinnt mit 5 Wickets |   |                           |

## Playoffs
|  | Halbfinale (semi-finals) | Halbfinale (semi-finals) | Halbfinale (semi-finals) |       |                       | Vorschlussrunde (final) | Vorschlussrunde (final) | Vorschlussrunde (final) |                 |       | Finale (grand final) | Finale (grand final) | Finale (grand final) |
|  |                          |                          |                          |       |                       |                         |                         |                         |                 |       |                      |                      |                      |
|  | 1                        | R. C. Bangalore          | 175/4                    |       |                       |                         |                         |                         |                 |       |                      |                      |                      |
|  | 2                        | Chennai Super Kings      | 177/4                    |       |                       |                         |                         |                         |                 | 2     | Chennai Super Kings  | 205/5                |                      |
|  | 2                        | Chennai Super Kings      | 177/4                    | 1     | R. C. Bangalore       | 185/6                   |                         |                         |                 | 2     | Chennai Super Kings  | 205/5                |                      |
|  |                          |                          |                          | 1     | R. C. Bangalore       | 185/6                   |                         | 1                       | R. C. Bangalore | 147/8 |                      |                      |                      |
|  |                          | 4                        | Mumbai Indians           | 142/8 |                       |                         |                         | 1                       | R. C. Bangalore | 147/8 |                      |                      |                      |
|  | 3                        | 4                        | Mumbai Indians           | 142/8 | Kolkata Knight Riders | 147/7                   |                         |                         |                 |       |                      |                      |                      |
|  | 3                        |                          |                          |       | Kolkata Knight Riders | 147/7                   |                         |                         |                 |       |                      |                      |                      |
|  | 4                        | Mumbai Indians           | 148/6                    |       |                       |                         |                         |                         |                 |       |                      |                      |                      |

### Spiel A
| 24. Mai Scorecard | Mumbai | R. Challengers Bangalore 175-4 (20)       | – | Chennai Super Kings 177-4 (19.4) |
|                   |        | Chennai Super Kings gewinnt mit 6 Wickets |   |                                  |

### Spiel B
| 25. Mai Scorecard | Mumbai | Kolkata Knight Riders 147-7 (20)     | – | Mumbai Indians 148-6 (19.2) |
|                   |        | Mumbai Indians gewinnt mit 4 Wickets |   |                             |

Damit standen Chennai Super Kings, Royal Challengers Bangalore und die Mumbai Indians als Qualifikanten der IPL für die Champions League Twenty20 2011 fest.

### Spiel C
| 27. Mai Scorecard | Chennai | R. Challengers Bangalore 185-4 (20)             | – | Mumbai Indians 142-8 (20) |
|                   |         | Royal Challengers Bangalore gewinnt mit 43 Runs |   |                           |

### Finale
| 28. Mai Scorecard | Chennai | Chennai Super Kings 205-5 (20)          | – | R. Challengers Bangalore 147-8 (20) |
|                   |         | Chennai Super Kings gewinnt mit 58 Runs |   |                                     |